# ヘブライの主題による序曲
ヘブライの主題による序曲（ヘブライのしゅだいによるじょきょく、ロシア語: Увертюра на еврейские темы, ドイツ語: Ouvertüre über hebräische Themen）ハ短調 作品34は、セルゲイ・プロコフィエフの室内楽作品。オーケストラ版（作品34bis）も作曲者自身により作られた。

## 作曲の経緯
1919年、プロコフィエフがアメリカへ亡命していた時代に、ペテルブルク音楽院の級友をメンバーとするジムロ合奏団の依頼で作曲された。彼らはユダヤ人の演奏家で、プロコフィエフと同様にロシア革命を逃れた後、エルサレムに音楽院を創設する目的で募金のための演奏会を各国で開いていて、この年の秋にアメリカを訪れてプロコフィエフと再会した。そしてユダヤ民族に伝わる旋律の数々を素材として提供し、それを用いた六重奏曲の作曲を依頼した。
プロコフィエフはオペラ『三つのオレンジへの恋』を完成後、ただちにこの作品に着手し、きわめて短期間で完成した。初演は1920年、ニューヨークにおいて、プロコフィエフ自身のピアノとジムロ合奏団によって行われた。のち、1934年にオーケストラ編曲を行っている。
出版は室内楽版が1922年、オーケストラ版が1935年、ともにライプツィヒのグートヘイル社から。

## 編成

### 室内楽版
クラリネット、ヴァイオリン2、ヴィオラ、チェロ、ピアノ

### オーケストラ版
フルート2、オーボエ2、クラリネット2、ファゴット2、トランペット2、ホルン2、大太鼓、ピアノ、弦五部

## 楽曲構成
ウン・ポーコ・アレグロ、4分の3拍子、ソナタ形式による。演奏時間は約9分。